# Rayman Origins
Rayman Origins – komputerowa gra platformowa stworzona przez Ubisoft. Należy ona do serii gier Rayman. Jej autorem jest Michel Ancel, twórca pierwszych gier o Raymanie. Tytuł został wydany na PlayStation 3, Xbox 360, Wii, Nintendo 3DS, PlayStation Vita i Microsoft Windows w 2011 roku.

## Fabuła
Podczas gry gracz spotyka wiele postaci i stworzeń znanych z pierwszej odsłony serii, gry Rayman. Akcja gry osadzona jest w baśniowej krainie Rozdroży Marzeń. Twórca świata, Śniący Bańki, zaczyna miewać koszmary, które powodują pojawianie się złych mocy. Rayman oraz jego przyjaciele – Globox i dwójka Małaków – muszą działać wspólnie, aby uratować świat.

## Rozgrywka
Rayman Origins jest platformową grą zręcznościową, co oznacza pokonywanie różnego rodzaju przeszkód przez bieganie, skoki czy uderzanie, zbieranie jak największej liczby „lumów”, które są pewnym odpowiednikiem punktów w grze i uwalnianie „elektrunów”. Po osiągnięciu celu odblokowany zostaje kolejny poziom. Rayman Origins zawiera tryb dla jednego gracza oraz tryb wieloosobowy, w którym udział wziąć może do czterech uczestników. Gracze sterują Raymanem, Globoxem i dwoma Małakami. Świat gry jest dwuwymiarowy, lecz postacie mogą przenosić się między niektórymi warstwami ekranu. W trybie wieloosobowym gracze muszą ze sobą współpracować, by rozwiązać zagadki i znaleźć różnego rodzaju ukryte przedmioty, uwalniają też uwięzione przez złe stworzenia „elektruny”. Muzyka i dźwięk są zsynchronizowane z akcjami wykonywanymi przez bohaterów. Po śmierci gracza jego postać zamienia się w balon, który może wciąż towarzyszyć innym graczom, aby następnie powrócić do swojej pierwotnej postaci, gdy inny żywy gracz ów balon przekłuje. W przypadku gry jednoosobowej gracz musi rozpocząć określoną sekcję od nowa. Jeśli jednak zbierze wcześniej przedmiot w postaci serca, to w wypadku obrażenia, nie ginie lecz traci serce.
Dostępne są również dodatkowe poziomy, gdzie np. gracz musi gonić „cwaną skrzynię” zawierającą skarb w postaci zębu czaszki. Po pomyślnym zebraniu dziecięciu takich zębów, otrzymuje dostęp do dodatkowego poziomu – „Krainy Żywych Umarlaków”.

## Produkcja
Po raz pierwszy gra została zaprezentowana na targach E3 w Los Angeles 2010 roku. Gra charakteryzuje się bajkową i kolorową oprawą graficzną w 2D, dzięki której gra nawiązuje do pierwszej części serii. Tytuł początkowo miał ukazać się w formie epizodów dostępnych tylko w dystrybucji cyfrowej pod koniec 2010 roku, jednak Ubisoft zdecydował się na wydanie kompletnej gry w postaci pudełkowej. Rayman Origins powstał przy pomocy nowego oprogramowania UbiArt Framework, które pozwala na wyświetlanie wielowarstwowej grafiki 2D w rozdzielczości HD.

## Muzyka
Muzykę do gry w większości skomponował francuski kompozytor Christophe Héral, który już wcześniej pracował z Michelem Ancelem przy grze Beyond Good & Evil. Z powodu problemów z napiętym harmonogramem pracy Héral miał tylko trzy miesiące na skomponowanie muzyki, więc wynajęto kolejnego kompozytora, Billy'ego Martina, by dokończył muzykę do Rayman Origins. Jest to pierwsza gra w historii serii, której ścieżka dźwiękowa została wydana oficjalnie.

## Obsada głosowa
- Freddie Winston – Rayman / Bad Rayman
- Mark Ashton – Globox / Glombrox
- Doug Rand – Małaki / Śniący Bańki
- Tara Strong – Nimfy
- Jen Taylor – Nimfy
- Michel Ancel – Wielka Mama